# Riace
Riace là một đô thị ở tỉnh Reggio Calabria trong vùng Calabria, Ý, có cự ly khoảng 50 km về phía nam của Catanzaro và khoảng 80 km về phía đông bắc của Reggio Calabria.
Riace giáp các đô thị: Camini và Stignano. Năm 1972, các bức tượng nổi tiếng Bronzi di Riace được phát hiện dưới biển khu vực đô thị này.